# Prix des Cévennes
Prix des Cévennes är ett travlopp för 4-10-åriga varmblodstravare som körs på Vincennesbanan i Paris i Frankrike varje år i början av november under det franska vintermeetinget. Det är ett Grupp 3-lopp, det vill säga ett lopp av tredje högsta internationella klass.

## Vinnare
| År   | Häst             | Efter              | Kusk               | Tränare              | Tid    |
| ---- | ---------------- | ------------------ | ------------------ | -------------------- | ------ |
| 2024 | Gaspar d'Angis   | Quaro              | Éric Raffin        | Jean-Michel Baudouin | 1'12"4 |
| 2023 | Bilo Jepson      | Timoko             | Alexandre Abrivard | Vitale Ciotola       | 1'12"6 |
| 2022 | Elie de Beaufour | Royal Dream        | Jean-Michel Bazire | Jean-Michel Bazire   | 1'13"2 |
| 2021 | Chica de Joudes  | Jag de Bellouet    | Alain Laurent      | Alain Laurent        | 1'14"9 |
| 2020 | Dorgos de Guez   | Romcok de Guez     | Jean-Michel Bazire | Jean-Michel Bazire   | 1'12"8 |
| 2019 | Cleangame        | Ouragan de Celland | Jean-Michel Bazire | Jean-Michel Bazire   | 1'12"0 |
| 2018 | Traders          | Ready Cash         | Yoann Lebourgeois  | Philippe Allaire     | 1'12"6 |